# Ivan IV van Rusland

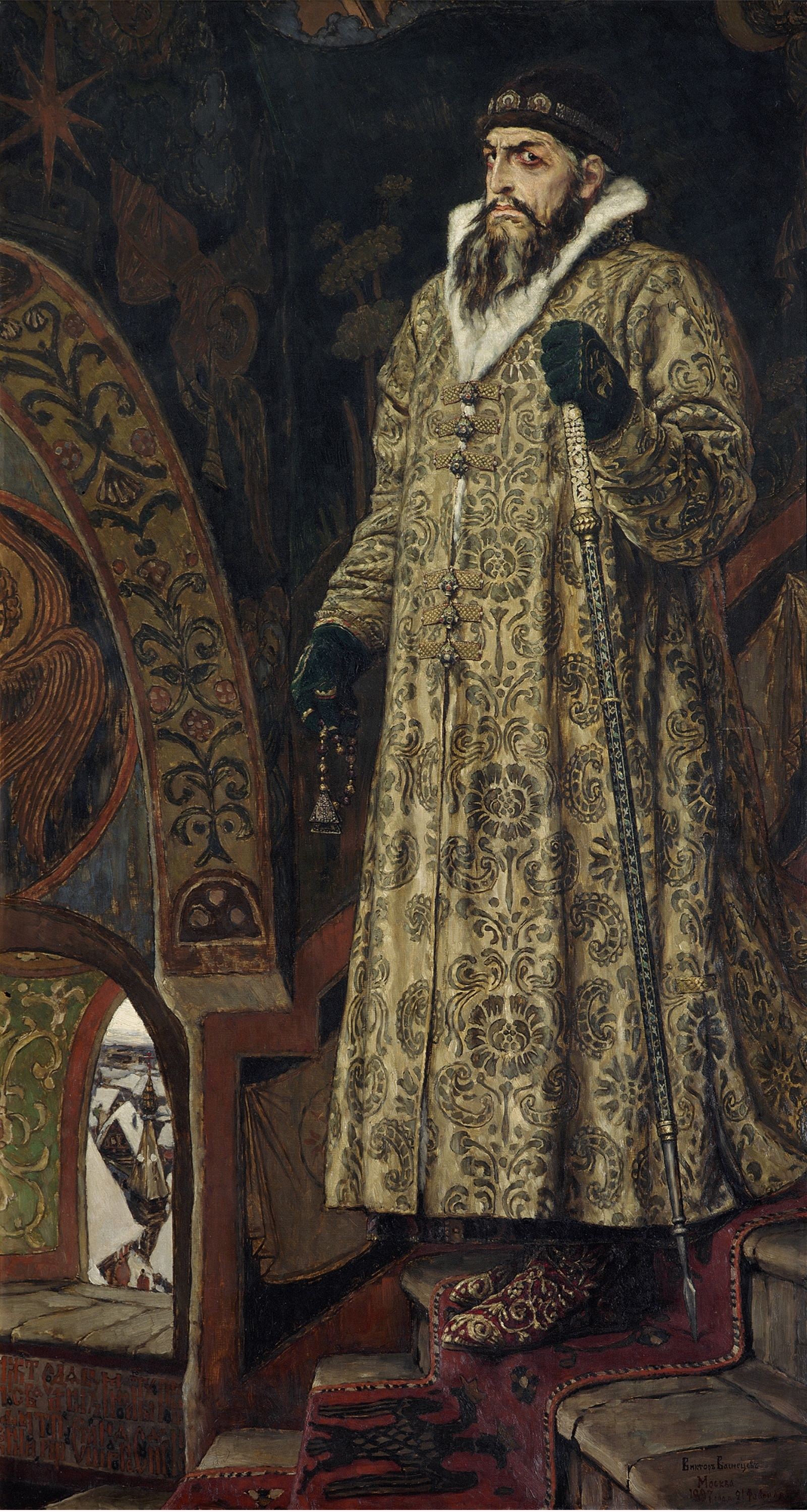
Portret van Ivan de Verschrikkelijke door Viktor Vasnetsov (1897)

Ivan IV (Kolomenskoje, 25 augustus 1530 – Moskou, 18 maart 1584) was grootvorst van Moskou en vanaf 1547 de eerste tsaar aller Russen.
In het Russisch heet hij Ivan Vasiljevitsj (Ива́н Васи́льевич), volgens een oudere variant ook Ioann Vasiljevitsj (Иоа́нн Васи́льевич). Hij is echter bekender als Ivan Grozny (Ива́н Гро́зный), wat in het Nederlands meestal vertaald wordt als Ivan de Verschrikkelijke, hoewel grozny qua betekenis meer overeenkomt met "ontzagwekkend", "machtig", "streng".

## Beginjaren
Na de dood van zijn vader Vasili III van Moskou in 1533 kwam Ivan op driejarige leeftijd op de troon. Als zestienjarige werd hij op 16 januari 1547 tot tsaar gekroond. Aanvankelijk hield hij zich vooral met vreedzame hervormingen en vernieuwingen bezig. Hij voerde de boekdrukkunst in en standaardiseerde rituelen en verordeningen.
Ivan zocht naar nieuwe handelsmogelijkheden en opende daartoe de haven van Archangelsk aan de Witte Zee voor Engelse handelslieden. In het oosten lijfde hij de kanaten van Kazan en Astrachan in en ter gelegenheid van de verovering van Kazan liet hij in Moskou de Kathedraal van de Voorbede van de Moeder Gods of Basiliuskathedraal bouwen.
Hij is echter vooral bekend geworden door aan hem - door zijn vijanden, de machtige bojaren - toegeschreven minder vredelievende daden. Volgens een legende zou hij de architecten na de bouw van de kathedraal blind hebben laten maken om te voorkomen dat ze ooit nog iets mooiers zouden bouwen. Dit verhaal berust echter niet op waarheid: de architect in kwestie, Postnik Jakovlev, ontwierp naderhand namelijk nog meer gebouwen.
Verder stelde Ivan een wet in die de bewegingsvrijheid van de boeren beperkte. De lijfeigenschap zoals in West-Europa bestond in Rusland echter niet. Deze werd pas ingevoerd nadat de bojaren Boris Godoenov op de troon geplaatst hadden. In 1564 werd de Opritsjnina opgericht om de macht van de bojaren te beperken. Dit was een deel van zijn rijk dat onder zijn onmiddellijke bestuur viel en door zijn geheime politie, de Opritsjniki (apart gezette mannen), beheerst werd.

## Huwelijken
Ivan IV was zeven keer getrouwd; slechts vier van zijn huwelijken werden erkend door de Kerk. 
1. Onmiddellijk na zijn kroning trouwde hij met zijn eerste vrouw Anastasia Romanovna. Anastasia stierf op 7 augustus 1560, vermoedelijk aan vergiftiging. Bij haar had hij zes kinderen:
  - Anna (1549-1550)
  - Maria (1551-1552)
  - Dmitri (1552-1553)
  - Ivan (28 maart 1554 - 19 november 1581)
  - Eudokia (1556-1558)
  - Fjodor I (1557-1598)
2. Op 21 augustus 1561 huwde Ivan zijn tweede vrouw Maria Temrjoekovna (Russisch; Мария Темрюковна), de dochter van vorst Temrink (Temrjoek) van Kabardië. Maria Temrjoekovna stierf op 1 september 1569.
  - Met haar had hij de zoon Vasili (Russisch; Василий, geboren op 21 maart 1563), die op 3 mei 1563 verdronk, doordat zijn oppas hem per ongeluk liet vallen.
3. Op 28 oktober 1571 trouwde hij met Martha Vasilievna Sobakina (Russisch; Марфа Васильевна Собакина). Ze stierf op 13 november 1571, twee weken na het huwelijk, mogelijk door vergif.
4. Op 28 april 1572 trouwde hij met Anna Ivanovna Koltovskaja (Russisch; Анна Ивановна Колтовская). In 1573 scheidde hij van haar en zond haar naar een klooster. Zij stierf op 5 april 1626.
5. In 1575 werd Anna Grigorjevna Vasiltsjikova (Russisch; Анна Григорьевна Васильчикова) de vijfde vrouw van Ivan. Hij liet haar zelfs na een jaar ballingschap naar een klooster niet in de steek. Zij stierf op 7 januari 1579.
6. In 1579 trouwde hij met zijn zesde vrouw Vasili Melentjeva (Russisch; Василиса Мелентьева). Omdat ze een minnaar had, werd zij ook verbannen naar een klooster en werd haar minnaar gespietst. Vasili Melentjeva kan echter slechts een bijvrouw van Ivan zijn geweest en het vermeende huwelijk kan gebaseerd zijn op een gerucht uit de 19e eeuw.
7. In het zevende en laatste huwelijk trouwde hij in september 1580 met Maria Fjodorovna Nagaja (Russisch; Мария Фёдоровна Нагая), dochter van Fjodor Nagoj. 
  - Ze werd de moeder van zijn laatste kind, Prins Dimitri Ivanovitsj, geboren 19 oktober 1583, waarschijnlijk vermoord op 15 mei 1591).

Na de dood van Ivan werden moeder en zoon door Boris Godoenov verbannen naar Oeglitsj. Maria Nagaja stierf op 20 juli 1612.

## Neergang
Langzamerhand werd Ivans bewind minder succesvol. Hij streefde naar gebiedsuitbreiding in het westen, in de Baltische landen, en raakte al gauw in oorlog met Zweden, Polen-Litouwen en de Duitse Orde. Deze zogenaamde Lijflandse Oorlog sleepte zich 22 jaar voort en ruïneerde de Russische economie en het leger, maar leverde verder niets op. Bojaar Andrej Koerbski, voorheen zijn beste raadgever en vriend, liep over naar de Polen. Daarnaast stierf zijn vrouw, Anastasia Romanovna. De tsaar, overtuigd dat ze was vermoord door de bojaren, kwam deze slag niet te boven en zijn gezondheid ging achteruit. Volgens de bojaren, met de Polen verantwoordelijk voor het beeld dat men in het westen van hem kreeg, raakte hij zijn geestelijk evenwicht kwijt en werd volkomen paranoïde en gewelddadig. Zijn geheime politie ontwikkelde zich tot een moorddadige bandietenbende, die naar willekeur moordde onder de adel en het volk.
De onzekerheid leidde tot verarming en ontvolking van veel gebieden. Bij een geschil met de aan zijn middeleeuwse vrijheden verknochte stad Novgorod beval hij de Opritsjniki de stad uit te moorden en dat kostte zo'n 30.000 tot 40.000 mensen het leven.
De staatsterreur die tijdens zijn bewind het leven ging beheersen, bracht hem uiteindelijk ook in conflict met de Kerk. De hoogste geestelijke van de Russisch-orthodoxe Kerk, metropoliet Filip (uit het bojarengeslacht Kolytsjov), die Ivan IV zelf naar Moskou had gehaald om hoofd van de Kerk te worden, begon openlijk stelling te nemen tegen de wetteloosheid en wreedheid van de Opritsjniki. Toen de metropoliet eens weigerde de tsaar zijn zegen te geven, was de maat vol en viel hij in ongenade. Hij werd afgezet, verbannen en in opdracht van de tsaar in het geheim vermoord door het hoofd van de Opritsjniki, Maljoeta Skoeratov. Later is metropoliet Filip door de Kerk heilig verklaard.
In 1581 werd Ivan zijn tweede zoon en verwachte troonopvolger Ivan Ivanovitsj vermoord. Volgens Ivan waren de bojaren verantwoordelijk, deze beweerden dat Ivan zelf zijn zoon in een bui van razernij had gedood. De reden voor hun dispuut zou zijn dat Ivan vlak daarvoor zijn schoondochter zo hard geslagen zou hebben dat zij een miskraam kreeg. Ivan zou tot aan zijn dood om zijn zoon treuren.

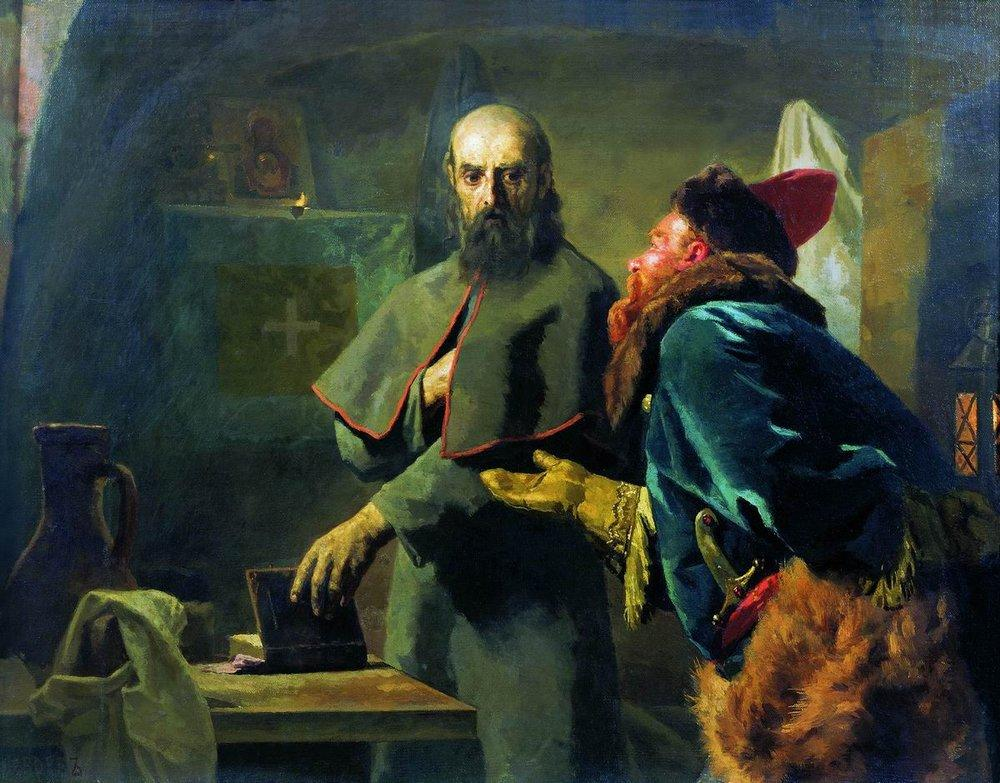
Maljoeta Skoeratov en metropoliet Filip. Schilderij uit 1898 door Nikolaj Nevrev.
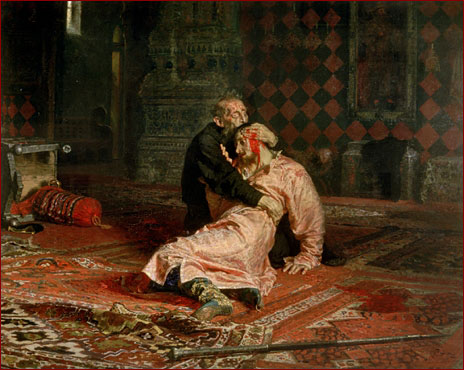
Ivan de Verschrikkelijke en zijn dode zoon. Schilderij door Ilja Repin.

## Overlijden en opvolging
Ivan overleed ten gevolge van een beroerte tijdens een partijtje schaak met Bogdan Belsky. Na de dood van Ivan Ivanovitsj werd diens verstandelijk gehandicapte broer Fjodor de troonopvolger. Tijdens Fjodors regeerperiode lag de echte macht bij diens zwager en voogd, de bojaar Boris Godoenov. Fjodors halfbroer Dimitri Ivanovitsj was namelijk nog maar twee jaar oud. Dimitri werd later met een doorgesneden keel gevonden. Volgens Godoenov had hij dit tijdens een epileptische aanval zelf gedaan. Boris Godoenov riep zich daarop uit tot tsaar.

## Trivia
- Ivans leven is in twee films van Sergej Eisenstein verfilmd.
- De film Ivan Vasiljevitsj verandert van beroep door Leonid Gajdaj, gebaseerd op een verhaal van Michail Boelgakov, een van de populairste Soviet-filmkomedies, gaat over een persoonsverwisseling middels een tijdmachine van Ivan met iemand uit het heden.
- Een van Ivans voorvaderen was Gleb Vasilkovitsj van Beloozero en Rostov. Deze was getrouwd met Theodora, de dochter van Sartaq, die weer een achterkleinzoon van Dzjengis Khan was. Dit betekent dat Ivan IV verre familie van Dzjengis Khan was.
- Het personage van Ivan de Verschrikkelijke komt voor in de film Night at the Museum: Battle of the Smithsonian uit 2009.
- De Italiaanse wielrenner Ivan Basso heeft de bijnaam Ivan de Verschrikkelijke.
- Ook de archeoloog Pieter Vincent van Stein Callenfels had deze bijnaam.

Ivan IV de Verschrikkelijke · Fjodor I · Boris Godoenov · Fjodor II · Valse Dimitri I · Vasili IV · Wladislaus I · Michaël I · Alexis · Fjodor III · Ivan V · Peter I de Grote · Catharina I · Peter II · Anna I · Ivan VI · Elisabeth · Peter III · Catharina II de Grote · Paul I · Alexander I · Nicolaas I · Alexander II · Alexander III · Nicolaas II